# Sfânta Olga
Sfânta Olga (în slavona bisericească Ольга, în nordica veche: Helga; născută c. 890–925, în Pskov - d. în 969 d.Hr. la Kiev) a fost regentă a Rusiei Kievene în locul fiului ei Sviatoslav din 945 până în 960. Datorită strămoșilor ei varegi este cunoscută în slavona bisericească și ca Sfânta Helga. Este cunoscută pentru eliminarea drevlenilor, tribul care i-a ucis soțul, Igor din Kiev. Cu toate că nepotul ei Vladimir I a convertit întreaga națiune la creștinism, datorită eforturilor sale de a răspândi creștinismul în Rusia Kieveană, Olga este venerată ca o sfântă în Biserica Ortodoxă cu epitetul „Întocmai cu Apostolii” și este sărbătorită la 11 iulie.

## Viață

### Tinerețe
Cu toate că nu se cunoaște data nașterii Olgăi, aceasta ar putea fi din 890 d.Hr. și până în 925 d.Hr. Conform Cronicii vremurilor trecute, Olga era de origine vikingă și s-a născut în Pskov. Se știe puțin despre viața ei înainte de căsătoria cu prințul Igor I al Kievului și nașterea fiului lor, Sviatoslav. Igor a fost fiul și moștenitorul lui Ruric, fondatorul dinastiei Rurik. După moartea tatălui său, Igor a fost sub tutela lui Oleg, care consolidase puterea în regiune, cucerind triburile vecine și înființând o capitală la Kiev. Această federație tribală liberă a devenit cunoscută sub numele de Rusia Kieveană, un teritoriu care acoperă ceea ce sunt acum părți din Rusia, Ucraina și Belarus. 
Drevlenii erau un trib învecinat cu care Rusia Kieveană, un  imperiu în creștere, avea o relație complexă. Drevlenii s-au alăturat Rusiei Kievene în campaniile militare împotriva Imperiului Bizantin și au plătit tribut predecesorilor lui Igor. Au încetat să plătească tribut după moartea lui Oleg și au dat în schimb bani unui comandant local. În 945, Igor a pornit spre capitala acestora, Iskorosten (cunoscută astăzi drept Korosten, în nordul Ucrainei de astăzi), pentru a forța tribul să plătească tribut Rusiei Kievene. Având de înfruntat armata mai mare a lui Igor, drevlenii s-au răzgândit și au plătit tributul. În timp ce Igor și armata sa au plecat spre casă, acesta a decis că plata nu este suficientă și a revenit, cu trupe mai puține, cerând un tribut mai mare. La sosirea pe teritoriul lor, drevlenii l-au ucis pe Igor. Potrivit cronicarului bizantin Leo Diaconul, moartea lui Igor a fost un act groaznic de tortură prin care a fost „capturat, legat de trunchiuri de copaci și sfâșiat în două”. D. Sullivan a sugerat că este posibil ca Leo Diaconul să fi inventat această versiune senzațională a morții lui Igor, inspirându-se din relatarea lui Diodorus Siculus despre o metodă similară de ucidere folosită asupra tâlharului Sinis, care locuia în apropierea istmului din Corint și a fost ucis de către Tezeu.

### Regență

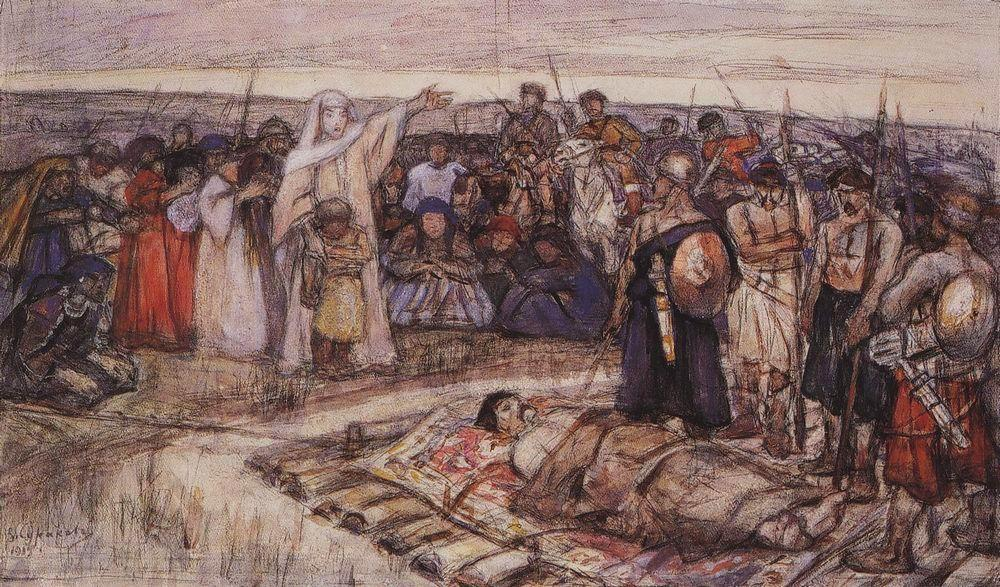
Prințesa Olga vede trupul soțului ei. Desen de Vasili Surikov.

După moartea lui Igor în 945, Olga a condus Rusia Kieveană ca regent în numele fiului lor Sviatoslav. Se cunoaște puțin despre mandatul ei în funcția de conducător al Kievului, dar Cronica vremurilor trecute descrie urcarea  ei pe tron și răzbunarea sângeroasă asupra drevlenilor pentru uciderea soțului său, precum și unele perspective asupra rolului ei de conducător civil al poporului Kievean. 

#### Revolta drevlenilor

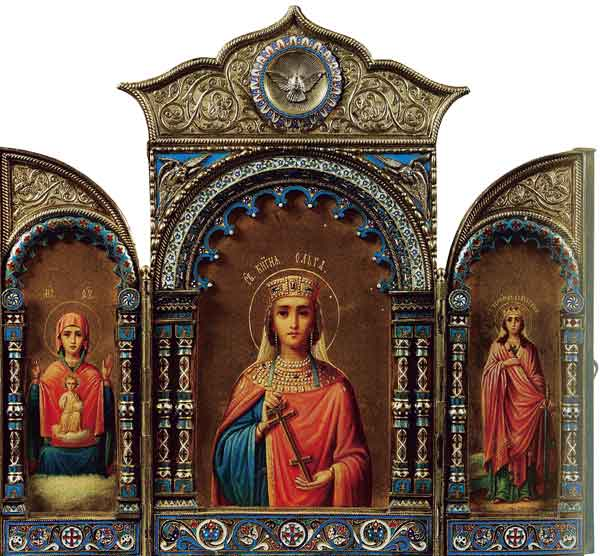
Icoana imperială din aur a Sf. Olga din perioada Romanovilor creată în 1895. Colecția V.Logvinenko

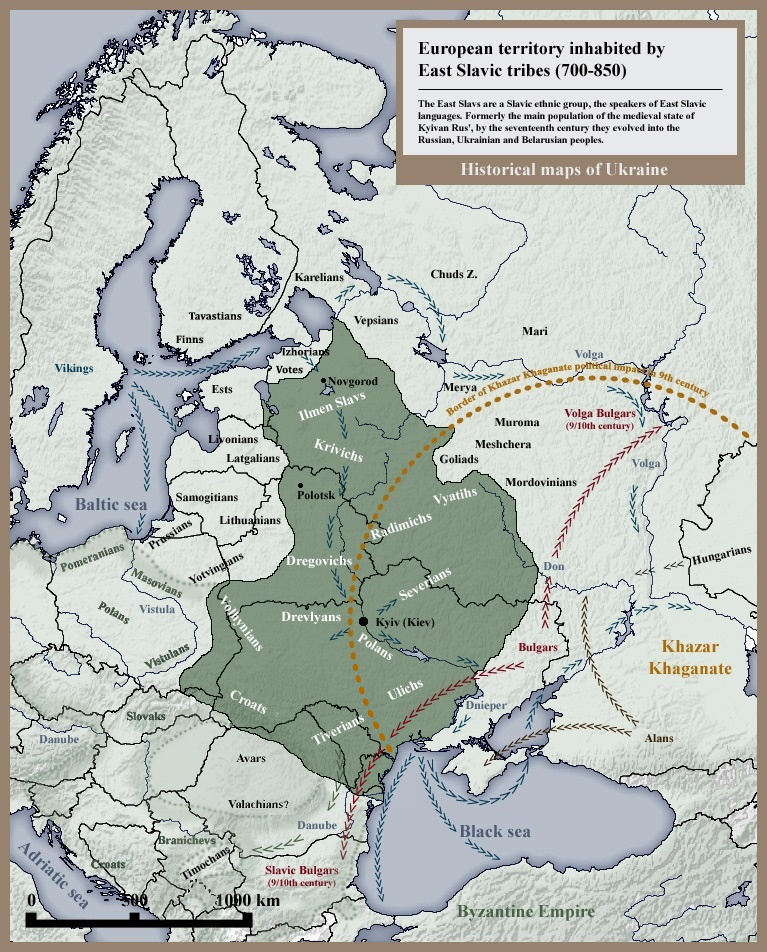
Hartă cu triburile slave (anii 700-850)

După moartea lui Igor de mâna drevlenilor, Olga și-a asumat tronul pentru că fiul ei avea trei ani și era prea tânăr pentru a conduce. Drevlenii, încurajați de reușita lor de a-l prinde și ucide pe rege, au trimis un mesaj Olgăi propunându-i să se căsătorească cu cel care l-a ucis pe Igor, prințul Mal. Douăzeci de negociatori drevleni au fost trimiși la Kiev să transmită mesajul regelui lor și să o convingă pe Olga. Au ajuns la curtea ei și i-au spus reginei de ce se aflau la Kiev: „să raporteze că i-au ucis soțul... și că Olga ar trebui să se căsătorească cu prințul lor Mal.” Olga a răspuns acestora: 
 Propunerea voastră îmi face plăcere, într-adevăr, soțul meu nu se mai poate ridica din morți. Dar vreau să vă cinstesc mâine în prezența poporului meu. Întoarceți-vă acum la barca voastră și rămâneți acolo cu un aer de aroganță. Voi trimite mâine după voi și veți spune: „Nu vom călări pe cai și nici nu vom merge pe jos, vom merge cu barca noastră”. Și veți fi transportat în barca voastră. 
 Când drevlenii s-au întors a doua zi, au așteptat în afara curții Olga pentru a primi onoarea pe care le-a promis-o. Când au repetat cuvintele care au fost învățați să le spună, oamenii din Kiev s-au ridicat, ducându-i pe drevleni în barca lor. Ambasadorii credeau că aceasta este o mare onoare, ca și cum ar fi fost purtați într-un palanchin. Oamenii i-au adus într-o curte unde au fost aruncați în șanț, pe care Olga îl ordonase să fie săpat cu o zi înainte și au fost îngropați de vii. Este scris că Olga s-a aplecat pentru a-i urmări în timp ce erau îngropați și „a întrebat dacă consideră că această onoare este pe gustul lor”.
Olga le-a trimis apoi drevlenilor un mesaj că ar trebui să trimită „bărbații lor [cei mai] distinși la Kiev, pentru ca ea să accepte să meargă la Prințul lor cu toată cinstea cuvenită”. Drevlenii, care nu știau ce s-a întâmplat cu primii lor trimiși, au strâns o altă echipă de ambasadori, „cei mai buni bărbați care au guvernat țara lor Dereva”. Când au ajuns, Olga le-a poruncit oamenilor ei să le facă o baie și i-a invitat pe bărbați să apară în fața ei după ce au făcut baie. Când drevlenii au intrat în baie, Olga le-a dat foc de la ușă, astfel încât toți ambasadorii au ars până la moarte. 
Olga a trimis un alt mesaj către drevleni, de data aceasta ordonându-le să „pregătească mari cantități de pâine în orașul unde l-au ucis pe soțul ei, ca să plângă la mormântul lui și să organizeze o sărbătoare funerară pentru el.” Când Olga și un grup mic de însoțitori au ajuns la mormântul lui Igor, ea a plâns într-adevăr și a ținut o sărbătoare funerară. Drevlenii s-au așezat să se alăture lor și au început să bea foarte mult. Atunci când drevlenii s-au îmbătat, ea le-a ordonat oamenilor săi să-i ucidă.  Potrivit Cronicii vremurilor trecute, cinci mii de drevleni au fost uciși în această noapte, dar Olga s-a întors la Kiev pentru a pregăti o armată care să ucidă restul supraviețuitorilor. 
Conflictul inițial dintre armatele celor două națiuni a mers foarte bine pentru forțele Kievene, care a câștigat bătălia și i-a împins pe supraviețuitori înapoi în orașele lor. Olga și-a dus în final armata în Iskorosten (unde este astăzi Korosten), orașul în care soțul ei fusese ucis și a asediat orașul. Asediul a durat un an, fără succes, apoi Olga s-a gândit la un plan pentru a-i păcăli pe drevleni. Ea le-a trimis un mesaj: „De ce continuați să vă opuneți? Toate orașele voastre s-au predat și s-au supus tributului, astfel încât locuitorii își cultivă acum câmpurile și pământurile lor în pace. Dar vreți mai degrabă să vă înfometați, decât să plătiți tributul.” Drevlenii au răspuns că se vor supune tributului, dar că se tem că ea încă intenționează să se răzbune pentru uciderea soțului ei. Olga a răspuns că uciderea mesagerilor trimiși la Kiev, precum și evenimentele din noaptea sărbătorii au fost suficiente pentru ea. Apoi le-a cerut „trei porumbei ... și trei vrăbii din fiecare casă”. Drevlenii s-au bucurat de ideea ridicării asediului pentru un preț atât de mic și au făcut așa cum le-a cerut ea. 
Olga și-a instruit apoi armata să pună câte o bucată de sulf legată cu bucăți mici de pânză pe fiecare pasăre. La căderea nopții, Olga le-a spus soldaților să le dea foc și să dea drumul păsărilor. Acestea s-au întors la cuiburile lor în oraș, ceea ce a dus la incendierea totală a orașului. După cum scrie în Cronica vremurilor trecute: „Nu a fost nicio casă care să nu fie arsă deoarece a fost imposibil să se stingă flăcările, pentru că toate casele au luat foc în același timp”. În timp ce oamenii fugeau din orașul în flăcări, Olga le-a ordonat soldaților să-i prindă, ucigându-i pe unii și făcându-i pe ceilalți sclavi pentru supușii ei. Ea a lăsat o rămășiță de oameni dintre aceștia ca să plătească tribut.

#### Guvernare
Olga a rămas conducător regent al Rusiei Kievene cu sprijinul armatei și al poporului ei. Ea a schimbat sistemul de strângere al tributului (poliudie, полюдье) în prima reformă legală care a fost înregistrată în Europa de Est. Ea a continuat să se sustragă propunerilor de căsătorie, a apărat orașul de pecenegi în timpul asediului capitalei Kiev, în 968, și a salvat puterea tronului pentru fiul ei.
După subjugarea dramatică a drevlenilor, Cronica vremurilor trecute povestește cum Olga „a trecut prin țara Dereva, însoțită de fiul ei, stabilind legi și impunând tribut. Posturile ei comerciale și rezervațiile de vânătoare încă existau.” Ca regină, Olga a stabilit posturi comerciale și a strâns tribut de-a lungul râurilor Msta și Luga. Ea a stabilit terenuri de vânătoare, posturi de graniță, orașe și posturi comerciale în întregul imperiu. Munca sa a ajutat la centralizarea stăpânirii statului cu aceste centre comerciale, numite pogosti (погостъ), care serveau ca centre administrative pe lângă rolurile lor mercantile. Este posibil ca rețeaua reginei de pogosti să fi fost importantă în unificarea etnică și culturală a națiunii ruse, iar posturile sale de frontieră au dus la o primă stabilire a limitelor naționale ale regatului. 
În timpul campaniilor militare de durată ale fiului ei, ea a rămas la conducerea Kievului, cu domiciliul în castelul din Vîșhorod unde a locuit împreună cu nepoții ei.

### Creștinism
Cronica vremurilor trecute nu intră în detalii suplimentare despre vremea regenței Olgăi, ci prezintă povestea convertirii ei la creștinism și efectul ulterior asupra adoptării creștinismului în Europa de Est. 

#### Conversie
În anii 950, Olga a călătorit la Constantinopol, capitala Imperiului Bizantin, pentru a-l vizita pe împăratul Constantin al VII-lea. Odată ajunsă la Constantinopol, Olga s-a convertit la creștinism cu ajutorul împăratului și al patriarhului. În timp ce Cronica vremurilor trecute nu dezvăluie motivația Olgăi pentru vizita sau convertirea ei, ea prezintă detalii amănunțite cu privire la procesul de convertire, despre cum a fost botezată și instruită în căile creștinismului: 
 Împăratul domnesc era numit Constantin, fiul lui Leon. Olga a venit înaintea lui și, când a văzut că ea era foarte corectă și înțeleaptă, împăratul s-a mirat de intelectul ei. El a discutat cu ea și a remarcat că este demnă să domnească cu el în orașul său. Când Olga i-a auzit cuvintele, ea a răspuns că ea este încă o păgână și că, dacă ar dori să o boteze, ar trebui să îndeplinească el însuși această funcție; altfel nu ar dori să accepte botezul. Împăratul, cu ajutorul Patriarhului, a botezat-o în consecință. Când Olga s-a luminat, s-a bucurat în suflet și trup. Patriarhul, care a învățat-o în credință, i-a spus: „Binecuvântată ești printre femeile Rusiei, căci ai iubit lumina și ai părăsit întunericul. Fiii Rusiei „te vor binecuvânta până la ultima generație a urmașilor tăi”. El a învățat-o doctrina Bisericii și a învățat-o despre rugăciune și post, despre pomană și menținerea castității. Ea a plecat capul și, ca un burete care absoarbe apă, a băut cu nerăbdare din învățăturile sale. Prințesa s-a înclinat în fața Patriarhului, spunând: „Prin rugăciunile tale, Sfinte Părinte, să fiu păzită de meșteșugurile și atacurile diavolului!” La botezul ei a fost creștinată ca Helena, după împărăteasa antică, mama lui Constantin cel Mare. Patriarhul apoi a binecuvântat-o și a încheiat ceremonia. 
 
În timp ce Cronica vremurilor trecute menționează  că Olga a fost botezată cu numele „Helena” după cel al mamei lui Constantin cel Mare, Jonathan Shepard susține că numele de botez al Olgăi vine de la soția împăratului, Helena Lekapene. Observația că Olga era „demnă de a domni cu el în orașul său” sugerează că împăratul era interesat să se căsătorească cu ea. În timp ce Cronica explică dorința lui Constantin de a o lua pe Olga ca soție, rezultând din faptul că era „corectă și înțeleptă”, căsătoria cu Olga ar fi putut cu siguranță să-l ajute să obțină puterea asupra Rusiei Kievene. Cronica vremurilor trecute povestește că Olga i-a cerut împăratului să o boteze, știind că dacă acesta va fi nașul ei la botez, conform regulilor de rudenie spirituală, va face căsătoria între ei un fel de incest spiritual. Cu toate că dorința ei de a deveni creștină ar fi fost autentică, această solicitare a fost, de asemenea, o modalitate pentru ea de a menține independența politică. După botez, când Constantin și-a repetat propunerea de căsătorie, Olga a răspuns că ea nu se poate căsători cu el, deoarece legea bisericii interzice finei să se căsătorească cu nașul ei: 
 După botezul ei, împăratul a chemat-o pe Olga și i-a făcut cunoscut că vrea să devină soția sa. Dar ea a răspuns: „Cum te poți căsători cu mine, după ce tu m-ai botezat și m-ai numit fiica ta? Pentru creștini este ilegal, așa cum prea bine trebuie să știi. ” Atunci împăratul a spus: „Olga, tu m-ai întrecut”. El i-a oferit multe cadouri din aur, argint, mătase și diverse vaze și a respins-o, numindu-i în continuare fiica sa. 
 Francis Butler susține că povestea propunerii în căsătorie a fost o înfrumusețare literară, care descrie un eveniment care este foarte puțin probabil să fi avut loc vreodată. De fapt, în momentul botezului ei, Constantin avea deja o împărăteasă. Pe lângă incertitudinea cu privire la adevărul relatării Cronicii despre evenimentele din Constantinopol, există controverse cu privire la detaliile convertirii ei la creștinism. Conform surselor rusești, ea a fost botezată la Constantinopol în 957. Surse bizantine indică însă că ea era creștină înaintea vizitei sale din 957. Se pare că, probabil, a fost botezată la Kiev în jurul anului 955 și, după o a doua botezare la Constantinopol, a luat numele creștin Helena. Olga nu a fost prima persoană din Rusia Kieveană care s-a convertit de la convingerile ei păgâne - la curtea lui Igor au fost creștini care au depus jurământ la Biserica Sf. Ilie din Kiev în cadrul Tratatului Ruso-Bizantin din 945, dar ea era cea mai puternică persoană din Rusia Kieveană care s-a botezat în perioada vieții sale.

#### Eforturi pentru creștinarea Rusiei Kievene
Cronica vremurilor trecute relatează că Olga a primit binecuvântarea Patriarhului pentru călătoria ei spre casă și că, odată sosită, a încercat fără succes să-și convertească fiul în creștinism: 
 Acum Olga locuia cu fiul ei Sviatoslav, iar ea l-a îndemnat să fie botezat, dar el nu i-a ascultat sugestia, în acea vreme când un bărbat ar fi dorit să fie botezat, el nu era împiedicat, însă era batjocorit. Deoarece pentru necredincioși, credința creștină este o nebunie. Ei nu o înțeleg, pentru că umblă în întuneric și nu văd slava lui Dumnezeu. Inimile lor sunt întărite și nici nu pot auzi cu urechile și nici nu pot vedea cu ochii. Căci Solomon a spus: „Faptele celor nedrepți sunt departe de înțelepciune. În măsura în care v-am chemat și nu m-ați auzit, mi-am ascuțit cuvintele și nu ați înțeles. Dar tu ai ascultat toate sfaturile mele și n-ai avut parte de ocările mele. Căci ei au urât cunoștințele și nu au avut frică de Iehova. Nu au ascultat niciunul din sfaturile mele, dar au disprețuit toată mustrarea mea. 
Acest pasaj evidențiază ostilitatea față de creștinism în Rusia Kieveană în secolul al X-lea. În Cronică, Sviatoslav declară că adepții săi vor „râde” de el dacă ar accepta creștinismul. În timp ce Olga a încercat să-și convingă fiul că urmașii săi îi vor urma exemplul dacă s-ar converti, eforturile sale au fost în zadar. Cu toate acestea, fiul ei a fost de acord să nu-i persecute pe cei din regatul său care s-au convertit, ceea ce a însemnat un moment de cotitură crucial pentru creștinismul din zonă. În ciuda rezistenței poporului ei la creștinism, Olga a construit biserici la Kiev, Pskov și în alte părți.

#### Relațiile cu Sfântul Împărat Roman
Șapte surse latine documentează legăturile Olgăi cu Sfântul Împărat Roman Otto I în 959. Călugărul benedictin Regino din Prüm menționează că trimișii ei au solicitat împăratului numirea unui episcop și a unor preoți pentru națiunea lor. Cronicarul îi acuză pe trimiși de minciuni, comentând că trucul lor nu ar fi fost dezvăluit mai târziu. Thietmar din Merseburg spune că primul arhiepiscop de Magdeburg, Sfântul Adalbert de Magdeburg, înainte de a fi promovat la acest înalt rang, a fost trimis de împăratul Otto în Rusia Kieveană (Rusciae) ca simplu episcop, dar a fost expulzat de aliații păgâni ai lui Sviatoslav I. Relatări asemănătoare sunt repetate și în analele din Quedlinburg și Hildesheim.

## Deces
Conform Cronicii, Olga a murit din cauza bolii în 969, la scurt timp după asediul pecenegilor asupra orașului. Când Sviatoslav a anunțat că intenționează să-și mute tronul în regiunea Dunării, Olga, bolnavă grav, l-a convins să rămână cu ea în ultimele sale zile. După doar trei zile, ea a murit și familia ei și toți din Rusia Kieveană au plâns-o:
 Sviatoslav i-a spus mamei sale și boierilor săi: „Nu-mi pasă dacă rămân la Kiev, dar ar trebui să prefer să locuiască în Pereiaslaveț pe Dunăre, deoarece acesta este centrul tărâmului meu, unde sunt concentrate toate bogățiile; aur, mătase, vin și diverse fructe din Grecia, argint și cai din Ungaria și Boemia, precum și de la rusi „blănuri, ceară, miere și sclavi”. Dar Olga i-a răspuns: „Vezi slăbiciunea mea. De ce vrei să te îndepărtezi de mine?” Căci ea avea deja sănătatea precară. Astfel, ea l-a rugat să rămână cu ea, mai întâi să o îngroape și apoi să meargă oriunde ar vrea. Trei zile mai târziu Olga a murit. Fiul ei a plâns-o cu mare jale, la fel ca și nepoții ei și toți oamenii. Astfel au dus-o afară și au îngropat-o în mormântul ei. Olga dăduse poruncă să nu se țină o sărbătoare funerară pentru ea, pentru că avea un preot care îndeplinea ultimele rituri asupra prințesei sfinte.”
Cu toate că a dezaprobat tradiția creștină a mamei sale, Sviatoslav a respectat cererea Olgăi ca preotul ei, Grigore, să-i facă o înmormântare creștină, fără o sărbătoare rituală de înmormântare păgână. Mormântul ei a rămas la Kiev mai bine de două secole, dar a fost distrus de armatele mongolo-tătare ale lui Batu Han în 1240.

## Moștenire

### Sfințenia
În momentul morții sale, părea că încercarea Olgăi de a face din țara sa un teritoriu creștin a fost un eșec. Cu toate acestea, misiunea de creștinizare a Olgăi ar fi fost dusă la bun sfârșit de nepotul ei, Vladimir I, care a adoptat oficial creștinismul în 988. Cronica vremurilor trecute evidențiază sfințenia Olgăi, în contrast cu păgânii din jurul ei în timpul vieții, precum și semnificația deciziei ei de a se converti la creștinism: 
 Olga a fost precursorul pământului creștin, așa cum ziua de primăvară precede soarele și cum zorii preced ziua. Căci ea a strălucit ca luna noaptea și a fost strălucitoare printre infideli ca o perlă în mocirlă, de vreme ce oamenii au fost murdari și încă nu s-au purificat de păcatul lor prin sfântul botez. Dar ea însăși a fost curățată de această purificare sacră…. A fost primul om din Rusia Kieveană care a intrat în Împărăția lui Dumnezeu, iar de la moartea ei s-a răspândit credința în Dumnezeu. 
 În 1547, la aproape 600 de ani de la moartea sa din 969, Biserica Ortodoxă Rusă a numit-o pe Olga o sfântă. Datorită influenței sale prozelitice, Biserica Ortodoxă, Biserica Greco-Catolică Ucraineană și Biserica Greco-Catolică din Ucraina o numesc pe Sfânta Olga cu onorificul Isapóstolos, „Întocmai cu Apostolii”. Este, de asemenea, o sfântă în Biserica Romano-Catolică. Ziua de sărbătoare a Olgăi este data de 11 iulie, ziua morții ei. Conform propriei biografii, este patroana văduvelor și a convertiților.
Olga este venerată ca Sfântă în țările de origine slavă, unde bisericile folosesc ritul bizantin: Biserica Ortodoxă (în special în Biserica Ortodoxă Rusă), Biserica Greco-Catolică (în special în Biserica Greco-Catolică din Ucraina), în bisericile luterane de rit bizantin, în Biserica Romano-Catolică din Rusia (de rit latin).

### Biserici și monumente

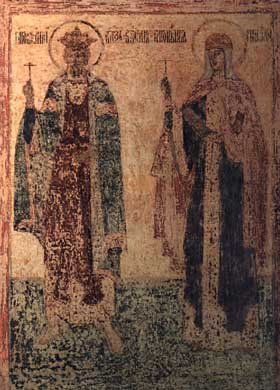
Fresca Sfinților Vladimir și Olga, în Catedrala Bunei Vestiri din Moscova

- Catedrala Sf. Olga, Kiev (inaugurată în 2010)
- Biserica Sf. Olha și Elizabeth, Liov
- Biserica Volodimir și Olha, Hodoriv
- Biserica Sfanta Olga din Frantiskovy Lasne
- Biserica Sf. Volodimir și Olha, Podusiv, Raionul Peremîșleanî
- Biserica Sfântul Vladimir și Olha, Staryi Dobrotvir, Raionul Camenca
- Biserica Sfinților Volodimir și Olha, Birkî, Raionul Iavoriv
- Biserica Sfinților Volodimir și Olha, Horodok, Regiunea Liov
- Biserica ortodoxă Sf. Olga din Korosten, Regiunea Jîtomîr
- Catedrala Sfinților Vladimir și Olga, Satul ucrainean, Chicago
- Catedrala catolică ucraineană și sala parohială Sfinții Vladimir și Olga, Winnipeg, Manitoba [38]
- Biserica Catolică ucraineană Sfinții Vladimir și Olga Dauphin, Manitoba [39]
- Biserica Catolică ucraineană Sfinții Vladimir și Olga, Windsor, Ontario
- Biserica Sfinților Volodimir și Olha, Woodville, Australia de Sud

### Recepție modernă

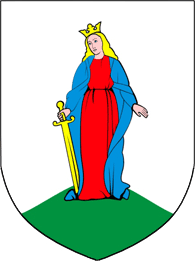
Imagine a Sfintei Olga pe un sigiliu al satului Lyachchyzy din Belarus.

Ca o figură importantă în istoria creștinismului, a persistat imaginea Olgăi ca sfântă. Dar au fost puse întrebări despre Olga ca personaj istoric și ca personaj din Cronica vremurilor trecute.
Caracterizarea istorică a Olgăi ca o prințesă răzbunătoare, suprapusă peste considerarea în cadrul tradiției ortodoxe ca sfântă, a produs o varietate de interpretări moderne ale poveștii sale. Savanții tind să fie mai conservatori cu interpretările lor, concentrându-se pe ceea ce Cronica vremurilor trecute spune explicit: rolul Olgăi în răspândirea creștinismului în Europa de Est și Rusia. Aceste texte, în general, se concentrează pe rolul Olgăi de consilier al fiului ei, a cărui decizie de a nu-i persecuta pe creștinii din Rusia Kieveană a fost un moment esențial în istoria religioasă a Rusiei și a țărilor vecine. Cercetarea academică asupra vieții sale tinde să nu se bazeze pe răsucirea narativă și transformarea poveștii sale, în schimb se concentrează pe extragerea faptelor istorice din poveste. 
Publicațiile moderne însă s-au concentrat asupra ei ca personaj istoric. Jurnaliștii au scris articole cu titluri care variază de la „Sfânta Olga a Kievului este cea mai bună prințesă războinică pe care n-ai cunoscut-o niciodată”  până la „Întâlnire cu prințesa vikingă ucigașă care a dus credința în Europa de Est”. Aceste texte, scrise pentru o audiență mai largă, tind să se concentreze asupra exploatări vieții sale ca un fel de dramă istorică. Moștenirea ei vikingă este mereu amintită și adesea folosită ca explicație pentru spiritul ei înflăcărat și pentru realizările militare. Autorii se concentrează asupra celor mai dramatice detalii ale poveștii sale: uciderea celor două grupuri de ambasadori drevleni, înșelăciunea ei vicleană a conducătorului drevlean și cucerirea ei supremă a poporului său. O serie de surse o fac să fie o figură proto-feministă, o femeie care nu a permis să-și piardă rolul de conducere în fața contemporanilor care credeau că doar bărbații pot avea roluri de conducere în societate.
Cu toate că o serie dintre aceste surse contemporane se referă la Olga ca la o „prințesă războinică”, există puține dovezi care să sugereze că a participat de fapt la lupta și uciderea dușmanilor. Pe baza precedentului istoric, este mai probabil ca ea să fi fost un comandant de trupe, un fel de general sau comandant-șef, decât un războinic cu o abilitate specială. Totuși, aceste afirmații și-au făcut loc în imaginația publică, așa cum o demonstrează însușirea imaginii ei în scena heavy-metal-estică.
Această dualitate a personajului său - pe de o parte un sfânt venerat, pe de altă parte un comandant sângeros de trupe - a făcut-o o figură atractivă pentru artiștii subversivi. În unele cazuri, imaginea ei a fost surprinsă în scena heavy metal, în special ca muză și pe coperta albumului A Perfect Absolution, un album de concept al trupei franceze Gorod despre Olga din Kiev.

## Galerie

Imagini din cronica Radziwiłł
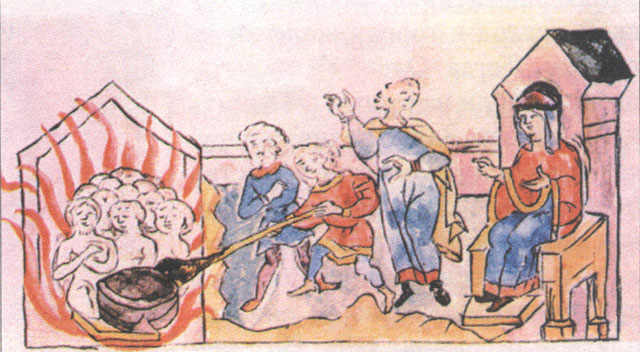
Răzbunarea Olgăi pentru moartea soțului ei
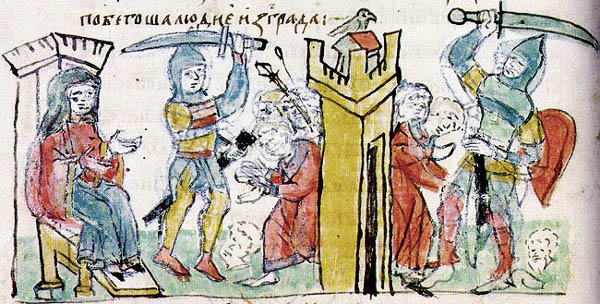
A patra răzbunare a Olgăi: arderea capitalei drevlenilor Iskorosten
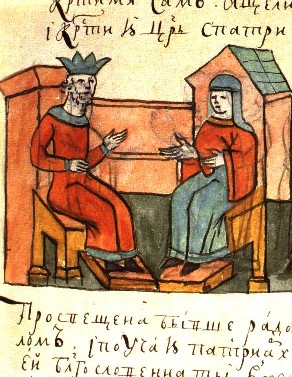
Primirea Olgăi de către Constantin VII